# 스테이크 소스

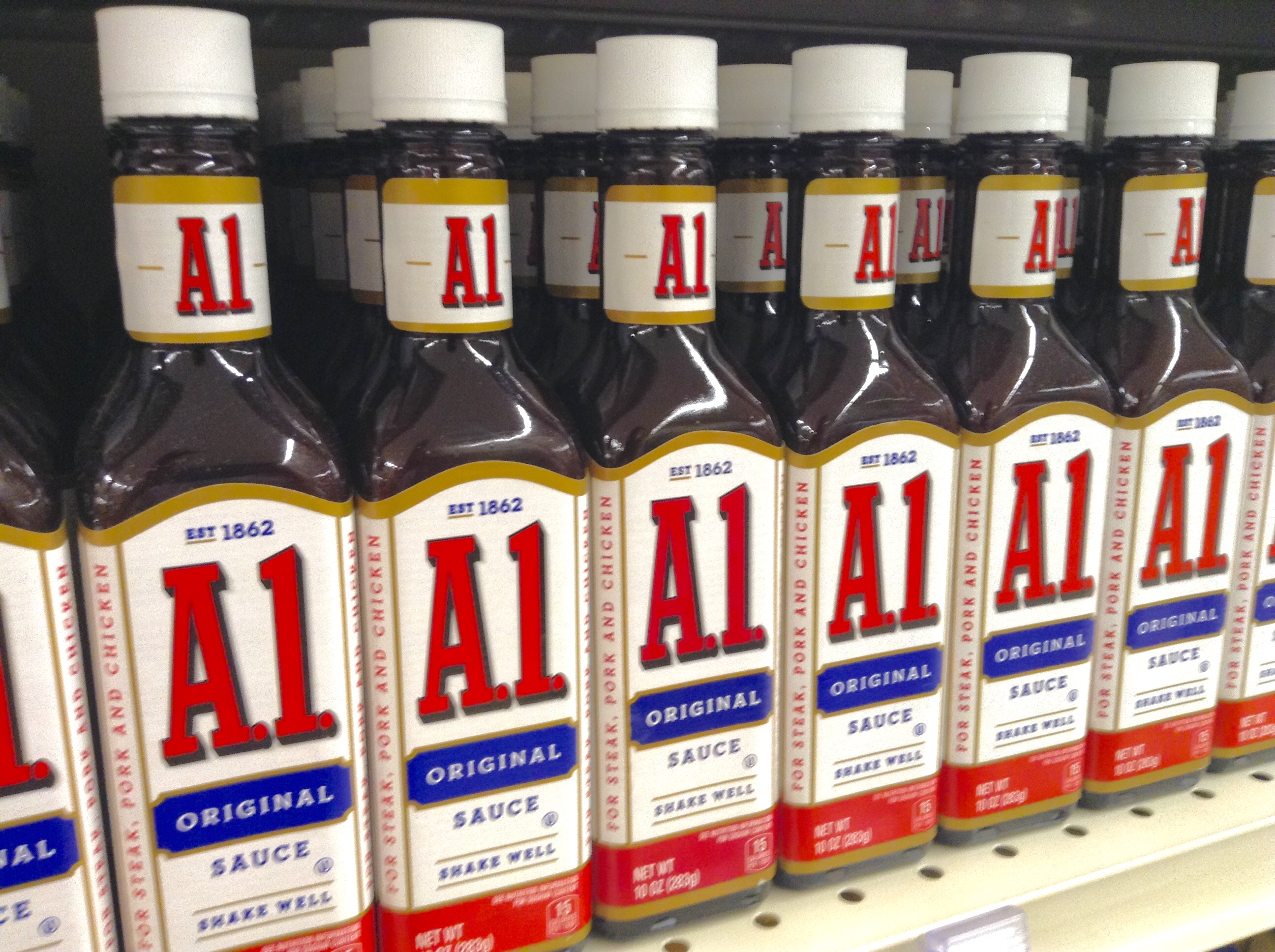
A1은 인기 있는 스테이크 소스로, 브라운 소스의 일종이다.

스테이크 소스(steak sauce)는 미국에서 쇠고기의 조미료로 흔히 사용되는 새콤한 소스이다. 주요 생산국 중 두 곳은 영국 회사이며, 이 소스는 영국 요리의 "브라운 소스"와 유사하다.

## 개요
스테이크 소스는 일반적으로 갈색이며, 주로 토마토, 향신료, 식초, 건포도로 만들어지며 때로는 안초비도 사용된다. 맛은 신맛이 나거나 단맛이 나며, 종종 후추 맛이 강하고, 우스터셔 소스와 비슷한 점이 있다.
미국의 세 가지 주요 브랜드는 영국에서 유래한 A1, 미국에서 생산된 하인즈 57, 그리고 영국산 리어 앤드 페린스이다.
또한 수많은 소규모 제조업체, 지역 브랜드 및 맛 프로필, 그리고 자체 상표의 슈퍼마켓 버전도 시판되고 있다. 이러한 소스들은 일반적으로 A1 또는 리어 앤드 페린스의 약간 단맛을 모방한다.
다른 스테이크 소스와 달리 H. J. 하인즈 컴퍼니의 하인즈 57은 케첩과 같은 베이스에 맥아 식초를 첨가하고 겨자, 건포도, 사과, 마늘, 양파 및 기타 향신료로 맛을 낸다.
하인즈는 한때 이 노란빛 오렌지색 제품을 "톡 쏘는 케첩 맛"이 난다고 광고했다.

## 같이 보기
- 베아르네즈 소스
- 카페 드 파리 소스
- 복합 버터
- 드미글라스
- 헨더슨스 렐리시
- 소스 목록
- 몬트리올 스테이크 시즈닝
- 페퍼콘 소스

## 추가 자료
- Kenneth T. Farrell (1998년 8월 31일). 《Spices, Condiments and Seasonings》. Springer. 308–쪽. ISBN 978-0-8342-1337-1. 2012년 11월 25일에 확인함.